# Exopterygota
Exopterygota (antički grčki ἔξω (éxō, „spolja”) + πτερόν (pterón, „krilo”) + neolatinski -ota („imajući”)), poznate i kao Hemipterodea, su nadred insekata podklase Pterygota u infraklasi Neoptera, u kojoj mladi liče na odrasle, ali imaju krila koja se razvijaju spolja. Oni prolaze kroz skromnu promenu između nezrelih i odraslih, bez prolaska kroz stadijum lutke. Nimfe se postepeno razvijaju u odrasle jedinke kroz proces mitarenja.